# Clube Esportivo Dom Bosco
Clube Esportivo Dom Bosco é um clube matogrossense da cidade de Cuiabá, capital do estado de Mato Grosso. É o mais antigo do estado e o segundo mais antigo do Centro-Oeste, tendo sido fundado no dia 4 de janeiro de 1925. Suas cores são azul e branco. Seu mascote é o Leão da Colina. Manda seus jogos na Arena Pantanal (antigo Estádio Governador José Fragelli, o "Verdão") ou no Estádio Presidente Dutra, o "Dutrinha" em Cuiabá.
Dom Bosco (o time mais antigo de Mato Grosso) e Mixto (o time com a maior torcida do estado) fazem o grande "Clássico Vovô", chamado assim por ser o clássico mato-grossense mais antigo. clube conta com torcedores notórios, pois o Dom Bosco possuía uma sede social que em tempos anteriores abrigavam grandes bailes e eventos sociais que atraíam as celebridades locais.
Lembrando que sempre foi um clube onde os frequentadores eram considerados da elite cuiabana. A sede social fica no Centro da capital mato-grossense. Teve sua estreia no Campeonato Matogrossense de Futebol em 1943, mas o debut não foi dos mais honrosos: foi goleado pelo Mixto por 5x1.

## História
O clube mais antigo do futebol de Mato Grosso é o único clube da Baixada Cuiabana que ainda possui sede própria , um predio com mais de 10.300 metros quadrados de área construída  localizado bem  no Centro da Capital mato-grossense , no Bairro Bandeirantes. Além de levantar o troféu da FMF, o Dom Bosco teve também três participações no Campeonato Brasileiro, uma na Taça de Bronze e outra na Segunda Divisão - hoje Série B.
Em 1977 o clube foi o 62º colocado, ou seja, o último na classificação do Brasileirão. Em sua segunda participação, no ano seguinte (1978) subiu para o 31º lugar e em 79 foi o 32º.
Foi o Dom Bosco o primeiro clube mato-grossense a disputar uma partida oficial no estádio do Maracanã, em 29 de abril de 1970. No dia 30 o Brasil embarcou para o México, onde foi tricampeão. O "Leão" enfrentou o São Cristóvão e empatou em 1 a 1. "Fomos roubados, para variar", acusa Alvaro Scolfaro,  na época treinador e  mais tarde Presidente do clube.
De 1977 a 1979 o Dom Bosco teve o melhor time de todos os tempos, chamado de "Academia" pelo presidente da FMF, Carlos Orione, devido ao toque refinado e a classe de seus jogadores. O time que encantou os Mato-grossenses tinha Mão de Onça; Tuca, Ailton Silva, Valter Silva e Zé Maria; Roberto Dias, Edu, Fidélis e Barga, Gonçalves, Juju, Adilson e Veiga. O técnico era Roberto Pinto, depois sucedido por Orlando Peçanha. "Foi um time que somou tantos pontos, que manteve o clube entre os 100 primeiros no ranking da SportPress, até hoje", lembra o presidente.
Na história do Estadual – pós-divisão – tem apenas um título, conquistado em 1991. Em 2006, amargou o vexame de ser rebaixado para a Segunda Divisão. Mas, por decisão da Federação Mato-grossense de Futebol, o campeonato da ‘segundona’ não foi disputado e o Azulão foi mantido na divisão principal, assim como o Sorriso Esporte Clube, que também fora rebaixado no ano anterior. Depois de outra campanha pífia em 2007, quando o clube terminou o campeonato na última posição, o Dom Bosco se licenciou, só voltando ao futebol profissional em 2014, quando o clube ganhou o campeonato da segunda divisão de forma invicta.
Ocuparam os cargos de Presidente do Clube Esportivo Dom Bosco desde a sua fundação : José de Carvalho , Manoel Miraglia , Antonio Bastos , Caraciolo Azevedo de Oliveira , Manoel Vieira da Silva ,  Lino Miranda , Antonio Gonçalo Souto de Arruda , Joaquim Francisco de Assis , Claudio Barreto , João Bosco Delamônica , May do Couto ,  Paulo de Campos Borges , João Barbosa Caramurú , Francisco  Vilanova Filho , Renato Miguéis Olavarria , Alceu Francisco de Oliveira , Alvaro Scolfaro  , e , atualmente (2018) , o advogado e Procurador do Estado de  Mato Grosso  Aposentado , Adbar da Costa Salles.

### Ano a ano
2001 - Dos 13 jogadores relacionados por Jair, o técnico interino do Dom Bosco, vários já defenderam o Dom Bosco em temporadas anteriores, como o zagueiro Márcio, o volante Chicão e o atacante Luis André. Os demais atletas são da equipe do Duque de Caxias, que conquistou o título estadual sub-20 no ano 2000.
Rodrigo; Celso ou Catarino, Márcio, Lindomar e Guto ou Palmiro; Chicão, Cláudio Ariel, Nardo e Manga; Marcelo e Amaro ou Luis André.
2002 - Contratou o apoiador Vitor, de 39 anos, o mais velho do Campeonato e o meia Mujica (ex-União de Rondonópolis). O clube já tem o zagueiro central Anderson, Linddomar, o lateral Guto, o meia Cley, o atacante Luis André, o ‘xerife’ Chicão e o ala Catarino. EB: Dida, Shelton (Pio), Anderson, Lindomar e Franco; Mujica, Victor e Bil (Chicão); Grey, Wal (Paulinho) e Luis André. Técnico: Rogério de Oliveira.
2003 - O técnico é Tadeu Ricci. Dida; Daniel, Júlio César, Maninho e Carlinhos; Ney, Chicão, Geovane e Jandaia; Marcão e Kilmair.
2007- É a última participação do clube em uma competição profissional, terminando em 12º lugar na classificação geral, sendo o último colocado.
2008 - O clube se licencia da Federação Matogrossense de Futebol , desativando completamente seu Departamento de Futebol Profissional.
2010 - O advogado Adbar da Costa Salles , antigo defensor do clube e Chefe do seu Departamento Jurídico é eleito novo Presidente do clube  por indicação do ex-Presidente Alvaro Scolfaro, com a missão
de unir os dissidentes e pacificar o clube.
2013 - O novo Presidente terceiriza o Futebol Profissional do Clube para a  torcida organizada "Associação dos Leões da Colina" (ALECO) , assumindo esta toda responsabilidade pelo passivo que originar
decorrente da participação do clube em eventos esportivos da categoria profissional. A ALECO tem como  líderes os sócios do clube  Fábio de Andrade Assis , Julio Cesar Preza de Arruda ,
Paulo Emilio de Magalhães e  o advogado  Francisco Anis Faiad.
2015 - a ALECO decide , uinilateralmente , de administrar o Futebol Profissional do clube , como terceirizado.
2016 - Os sócios do clube , Julio Cesar  Preza de Arruda  e Paulo Emilio de Magalhães constituem uma empresa destinada a terceirizar o Departamento de Futebol Profissional.
2019 - O Advogado Adbar da Costa Salles após 4 reeleições seguidas , ainda é o mandatário máximo do clube .
2019 - O Clube Esportivo Dom Bosco faz acordos com a Prefeitura Municipal de Cuiabá  , sob a gestão do Advogado Emanuel Pinheiro da Silva , visando reformar e manter como memorial do esporte cuiabano , a sede social do clube no Bairro Bandeirantes em Cuiabá.
(Fonte: Gazeta Digital)

### O alviceleste disputou o Campeonato Brasileiro 6 vezes
- 1ª Divisão – 1977, 1978 e 1979 (52 jogos, 10 vitórias, 12 empates e 36 derrotas)
- 2ª Divisão – 1989 (10 jogos, 4 vitórias e 6 derrotas)
- 3ª Divisão – 1981 (8 jogos, 7 vitórias, 4 empates e 2 derrotas)
- 4ª Divisão – 2018 (6 jogos, 5 derrotas, e 1 empate)
Na Copa do Brasil o Azulão tem apenas uma participação: foi em 2003, quando foi eliminado logo no primeiro jogo ao ser goleado pelo Sport Recife por 5 x 0 no Estádio Verdão.

### Na história do Campeonato Estadual pós-divisão do Estado
•O Dom Bosco não disputou os campeonatos de 1999, 2000, 2005 e a partir de 2008.
•Em 1979 e 1990, o Azulão não conquistou o título, mas terminou os campeonatos com apenas duas derrotas
•O recorde de vitórias do Dom Bosco em uma mesma competição é de 16, em 1990 e 1991
•A pior campanha dombosquina aconteceu em 2006 – nenhuma vitória, três empates, seis derrotas e rebaixamento para a 2ª Divisão
•Em 1990 o Dom Bosco teve o seu melhor ataque – 42 gols marcados
•O pior ataque foi o de 2006, que marcou só seis gols
•A melhor defesa alviceleste foi registrada no Estadual de 1996, quando sofreu apenas 12 gols
•Em 1982, o Dom Bosco sofreu 48 gols – sua pior defesa da história
•Na sua única conquista – em 1991 – o Dom Bosco alcançou um feito inédito até hoje: é o único campeão estadual que durante a competição passou pela Repescagem
•O Dom Bosco perdeu três partidas por WO na história do Estadual – para o Barra e para o Palmeiras em 1985, e para o Vila Aurora em 1995

## Títulos
| Estaduais | Estaduais                              | Estaduais | Estaduais                           |
|           | Competição                             | Títulos   | Temporadas                          |
| --------- | -------------------------------------- | --------- | ----------------------------------- |
|           | Campeonato Mato-Grossense              | 6         | 1958, 1963, 1960, 1966, 1971 e 1991 |
|           | Copa FMF                               | 1         | 2015                                |
|           | Campeonato Mato-Grossense - 2ª Divisão | 1         | 2014                                |

### Master
- Copa Gazeta de Futebol Master

Campeão (2): 1996 e 2007

### Campanhas de Destaque
- Campeonato Brasileiro de Futebol - Série C

Terceiro colocado: 1981

## Estatísticas

### Participações
|  | Participações em 2025 |

| Competição  | Competição                | Temporadas | Melhor campanha     | Estreia | Última | P | R |
| Mato Grosso | Campeonato Mato-Grossense | 71         | Campeão (6 vezes)   | 1943    | 2024   |   | 2 |
| Mato Grosso | 2ª Divisão                | 2          | Campeão (2014)      | 2014    | 2025   | 1 |   |
| Brasil      | Campeonato Brasileiro     | 3          | 31º colocado (1978) | 1977    | 1979   |   | – |
| Brasil      | Série B                   | 1          | 46º colocado (1989) | 1989    | 1989   | – | – |
| Brasil      | Série C                   | 1          | 3º colocado (1981)  | 1981    | 1981   | – | – |
| Brasil      | Série D                   | 1          | 67º colocado (2018) | 2018    | 2018   | – |   |
| Brasil      | Copa do Brasil            | 2          | 2ª fase (2016)      | 2003    | 2016   |   |   |